# 克雷莫納省
克雷莫納省（義大利語：Provincia di Cremona）是意大利伦巴第大区的一個省。面積1,771平方公里，2017年人口358,908人。首府克雷莫納。下分113個市鎮。
電影《以你的名字呼喚我》曾在该省的克雷馬市镇取景。